# Herbatka z Mussolinim
Herbatka z Mussolinim (ang. Tea with Mussolini) – brytyjsko-włoski dramat obyczajowy z 1999 roku w reżyserii Franco Zeffirellego.

## Fabuła
Film opowiada o dorastaniu włoskiego chłopca o imieniu Luca, wychowywanego przez angielską kobietę Mary Wallace (Joan Plowright) i krąg jej przyjaciół. Akcja filmu dzieje się we Florencji przed i w czasie II wojny światowej.

## Obsada
- Cher – Elsa Morganthall Strauss-Almerson
- Maggie Smith – Lady Hester Random
- Judi Dench – Arabella
- Lily Tomlin – Georgie Rockwell
- Joan Plowright – Mary Wallace
- Charlie Lucas – młody Luca
- Baird Wallace – nastoletni Luca

## Produkcja
Zdjęcia kręcono we Florencji, w San Gimignano w prowincji Siena oraz w Rzymie.

## Nagrody
- BAFTA: Najlepsza aktorka drugoplanowa – Maggie Smith